# Serguei Dolmàtov
Serguei Víktorovitx Dolmàtov (en rus: Сергей Викторович Долматов), nascut a Kiselyovsk el 20 de febrer de 1959, és un jugador d'escacs rus, que va jugar sota bandera soviètica, i que té el títol de Gran Mestre des de 1982.
Tot i que roman pràcticament inactiu des de 2006, a la llista d'Elo de la FIDE de novembre de 2011, hi tenia un Elo de 2560 punts, cosa que en feia el jugador número 73 de Rússia. El seu màxim Elo va ser de 2630 punts, a la llista de juliol de 1993 (posició 22 al rànquing mundial).

## Biografia i resultats destacats en competició
Nascut a Kiselevsk, llavors a l'RSS de Rússia, el seu estil de joc sòlid va llançar-lo de ben aviat a l'avantguarda dels escacs, culminant amb la seva victòria al Campionat del món juvenil a Graz, el setembre de 1978. El mateix any obtingué el títol de Mestre Internacional, i el 1982 obtingué el de Gran Mestre.
A més dels títols, el començament de la seva carrera serví perquè obtingués moltes victòries en torneigs internacionals, incloent-hi l'Amsterdam Masters 1979, Bucarest 1981, Hradec Kralove 1981, Frunze 1983, Barcelona 1983 i Tallinn 1985. També obtingué una notable segona plaça (rere Vitali Tseixkovski) a Minsk 1982 (un torneig de Categoria XI). El 1989 empatà als llocs 2n-5è (i fou 4t per desempat), al Campionat de la Unió Soviètica celebrat a Odessa (el campió fou Rafael Vaganian).
El seu ràpid progrés el va dur a guanyar el torneig de Hastings (1989–90) i a classificar-se per a la fase de Candidats pel Campionat del món de la FIDE de 1993 al fort Interzonal de Manila 1990, però va perdre ajustadament contra Artur Iussúpov el seu matx l'any següent a Wijk aan Zee. Va participar en el Campionat del món de la FIDE de 1999 a Las Vegas, on fou eliminat en segona ronda per Víktor Kortxnoi), Durant aquest període, el seu Elo va depassar els 2600 punts, i va aconseguir mantenir aquest nivell durant la dècada següent.
Va tenir alguns èxits destacats fins al 2000, especialment la victòria a l'Obert de Linares del mateix any. Amb el canvi de mil·lenni, el seu joc va decaure, i a partir de 2006, ha romàs més o menys inactiu.
Va participar en el Campionat del món de la FIDE de 2004 a Trípoli, on va tenir una mala actuació, i fou eliminat en primera ronda per Oleksandr Moissèienko. El mateix any 2004, al torneig Aeroflot Open de Moscou, va perdre una coneguda partida contra el nou prodigi (de 13 anys) Magnus Carlsen en només 19 moviments.
Dolmàtov ha estat també un reputat escriptor d'escacs a començaments dels 2000, amb notables aportacions a la teoria d'obertures, i reportatges sobre torneigs en publicacions d'escacs, com ara New In Chess.
Com a jugador de blanques, prefereix les obertures de peó de rei, i amb les negres, prefereix la defensa holandesa, la defensa índia de rei i la defensa francesa.

### Participació en competicions per equips
El 1993 va formar part de l'equip rus que va obtenir la medalla de bronze al Campionat del món per equips celebrat a Lucerna, on ell hi va obtenir a més la medalla d'or individual.
També ha participat, representant Rússia, a l'Olimpíada d'escacs de 1992, (amb un total de 6 punts de 9 partides, un 66,7%).